# Euscelis incisus
Euscelis incisus is een cicade in het geslacht Euscelis. 

## Kenmerken
De bruin-zwart patroon cicaden zijn 3,8-4,1 mm lang. Ze hebben een variabele kleur en patroon. De lentegeneratie heeft een veel sterkere pigmentatie dan de zomergeneratie. De voorvleugels zijn bedekt met zwarte stippen.

## Voorkomen
Euscelis incisus is een westelijke soort en is wijdverbreid in Europa. In het noorden strekt het voorkomen zich uit tot Zweden. De soort is ook vertegenwoordigd op de Britse eilanden. In het zuiden strekt het voorkomen zich uit tot in het Middellandse Zeegebied en tot in Noord-Afrika, in het oosten tot het Midden-Oosten en Azië. In Centraal-Europa is de soort een van de meest voorkomende.

## Levenswijze
Euscelis incisus overwintert meestal als nimf, meer zelden in het ei-stadium. De volwassen exemplaren verschijnen eind maart, die van de tweede generatie in juni. In de herfst zijn de krekels te zien tot november. De typische habitat van de cicadesoorten zijn open landbiotopen. De krekels voeden zich met verschillende zoete grassen (Poaceae), waaronder Arrhenatherum elatius, Avenula pubescens, Briza media, Bromus erectus, Glyceria, Lolium perenne, Poa pratensis, Festuca pratensis en Trisetum flavescens, Daarnaast behoort klaver (Trifolium) uit de vlinderbloemigenfamilie (Fabaceae) tot de voedselplanten. De krekels zogen op de bladeren en stengels. 